# Mecopisthes tokumotoi
Mecopisthes tokumotoi är en spindelart som beskrevs av Ryoji Oi 1964. Mecopisthes tokumotoi ingår i släktet Mecopisthes och familjen täckvävarspindlar. Inga underarter finns listade i Catalogue of Life.